# The Bonnie Blue Flag

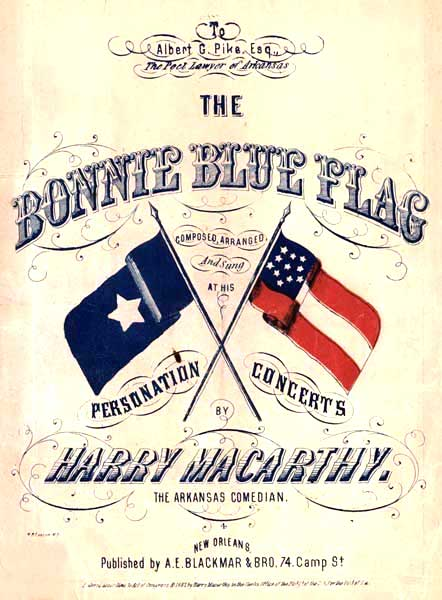
Couverture de la partition de 1861 "The Bonnie Blue Flag"

The Bonnie Blue Flag

The Bonnie Blue Flag, aussi connu comme We Are a Band of Brothers, est une chanson de marche associée aux États confédérés d'Amérique (États du Sud). Les paroles ont été écrites par Harry McCarthy en se basant sur la mélodie de la chanson The Irish Jauting Car.

## Histoire
Le titre de la chanson fait référence au premier drapeau non officiel de la Confédération : le Bonnie Blue flag qui porte une seule étoile.
The Bonnie Blue Flag a une signification spéciale au Texas. La chanson a été présentée par l'auteur Harry McCarthy pendant un concert à Jackson, Mississippi, au printemps 1861 et a été jouée de nouveau en septembre de la même année à l'Académie de musique de La Nouvelle-Orléans pour le premier régiment d'infanterie volontaire du Texas.
La maison de disques de La Nouvelle-Orléans de A.E. Blackmar a sorti six éditions de la chanson entre 1861 et 1864 avec trois arrangements additionnels. 
Le terme band of brothers  mentionné dans la première ligne de la chanson est un clin d'œil au discours du jour de la Saint Crépin dans la pièce Henry V de William Shakespeare jouant la pièce[Quoi ?].

## Paroles
We are a band of brothers and native to the soil

Fighting for our Liberty, With treasure, blood and toil

And when our rights were threatened, the cry rose near and far

Hurrah for the Bonnie Blue Flag that bears a single star!

(Refrain)

Hurrah! Hurrah!

For Southern rights, hurrah!

Hurrah for the Bonnie Blue Flag that bears a single star.

As long as the Union was faithful to her trust

Like friends and like brethren, kind were we, and just

But now, when Northern treachery attempts our rights to mar

We hoist on high the Bonnie Blue Flag that bears a single star.

Refrain

First gallant South Carolina nobly made the stand

Then came Alabama and took her by the hand

Next, quickly Mississippi, Georgia, and Florida

All raised on high the Bonnie Blue Flag that bears a single star.

Refrain

Ye men of valor gather round the banner of the right

Texas and fair Louisiana join us in the fight

Davis, our loved President, and Stephens statesmen rare

Now rally round the Bonnie Blue Flag that bears a single star.

Refrain

Now here's to brave Virginia, the old Dominion State,

With the young Confederacy at last has sealed her fate,

And spurred by her example, now other states prepare

To hoist high the bonnie blue flag that bears a single star.

Refrain

Then cheer, boys, cheer, raise a joyous shout

For Arkansas and North Carolina now have both gone out,

And let another rousing cheer for Tennessee be given,

The single star of the Bonnie Blue Flag has grown to be eleven.

Refrain

Then here's to our Confederacy, strong we are and brave,

Like patriots of old we'll fight, our heritage to save;

And rather than submit to shame, to die we would prefer,

So cheer for the Bonnie Blue Flag that bears a single star.

Refrain

## Modification apportée dans les paroles
Le premier couplet de la chanson est :
« We are a band of brothers and native to the soil,

Fighting for the property we gained by honest toil;

And when our rights were threatened, the cry rose near and far,

Hurrah! for the Bonnie Blue Flag that bears a single star. »
La deuxième ligne est parfois remplacée par cette phrase : « fighting for our liberty with treasure, blood, and toil ».
Selon Schoenherr, la partition a été éditée la première fois en 1861 par A.E. Blackmar et frère à La Nouvelle-Orléans. Après avoir capturé et arrêté Blackmar, le général Benjamin Butler lui infligea une amende de 500 $ USD et détruisit toutes les copies de la musique. Il ordonna ensuite que quiconque surpris en train de siffler ou de chanter the Bonnie Blue Flag serait condamné à payer une amende de 25 $ USD (environ 482 $ en 2005). Onze autres éditions de la chanson ont été éditées avec différents textes.

## Sources et références
1. ↑  We are a band of brothers / Bonnie Blue Flag
2. ↑  Patriotic - the Bonnie Blue Flag
3. ↑  Bonnie Blue Flag

- (en) Cet article est partiellement ou en totalité issu de l’article de Wikipédia en anglais intitulé « The Bonnie Blue Flag » (voir la liste des auteurs).